# Leda Battisti
Leda Battisti (Poggio Bustone, 24 febbraio 1971) è una cantautrice e chitarrista italiana.

## Biografia
Leda Battisti, pur essendo nativa anch'ella di Poggio Bustone, non ha alcun legame di stretta parentela con il collega ed omonimo Lucio, tuttavia, come dichiarato in un'intervista televisiva, i due avrebbero comunque degli ascendenti in comune.
Fin da giovane coltiva la passione per la chitarra e comincia a comporre le prime canzoni, per poi conseguire il diploma in chitarra classica al conservatorio di Terni. Contestualmente consegue la maturità scientifica e si iscrive alla facoltà di Lettere (indirizzo Teatro e Spettacolo) all’università La Sapienza di Roma.

### Anni Novanta
Il suo debutto televisivo avviene nel 1992 nel programma Partita Doppia, presentato da Pippo Baudo, dove si aggiudica il 1 premio del concorso nazionale "I nostri cantautori" e viene premiata da Domenico Modugno. In seguito conquista una borsa di studio presso il CET (Centro Europeo di Toscolano) di Mogol e qui conosce il suo futuro manager e produttore Mario Lavezzi. Da questa esperienza nasce il suo primo brano L'altalena (firmato con Davide Poggiolini e che vede la presenza del violino di Lucio Fabbri) contenuto nella compilation Stella nascente (che raccoglieva i lavori di alcuni allievi di Mogol).
Nel 1996 Leda contatta tramite e-mail il chitarrista di nuevo flamenco Ottmar Liebert, residente negli Stati Uniti, e dalla loro collaborazione nasce il brano Tocca il cuore che viene pubblicato in Grecia e che, visti i buoni risultati, spinge la Sony Music Italia a puntare su questa coppia.
Dopo due anni di lavoro, nel 1998, arriva quindi il primo album Leda Battisti, contenente 11 tracce scritte e suonate da Leda con la partecipazione di Ottmar Liebert. L'album entra in classifica trainato dal successo dei singoli L'acqua al deserto, Come il sole e Sei tu.
Qualche mese più tardi, su invito della Real World di Peter Gabriel, Leda partecipa (assieme a Ivana Spagna, Samuele Bersani, Gaetano Curreri e Antonio Albanese) alla colonna sonora del film d'animazione di Enzo D'Alò La gabbianella e il gatto. Sul finire dell'anno Leda prende parte al programma Sanremo famosi conquistando il secondo posto e l'accesso alla nota manifestazione di musica italiana.
Nel 1999 partecipa quindi al Festival di Sanremo nella categoria Nuove proposte col brano Un fiume in piena che si classifica al 3º posto e ottiene anche il 3º posto del premio della critica. L'occasione le dà modo di pubblicare la ristampa dell'album Leda Battisti che la porta così alla conquista del disco d'oro. A maggio vince il Premio Titano della Repubblica di San Marino per la categoria miglior debutto italiano.
Col singolo estivo Solo il cielo lo sa concorre alla manifestazione Un disco per l'estate.
Nello stesso anno, grazie alla collaborazione di Manny Benito (già produttore di Céline Dion e Jennifer Lopez), incide, per il mercato latino, la versione spagnola del suo primo album. Il singolo estratto è Como agua al desierto, versione spagnola de L'acqua al deserto, per il quale si riadatta il video realizzato per l'edizione italiana.

### Anni Duemila
Nel maggio del 2000 pubblica il singolo Blue moon babe che anticipa l'uscita del secondo album Passionaria che sarà poi trainato dal singolo Looking for mail. 
Nel mese di luglio partecipa con Samuele Bersani, Daniele Silvestri, Piccola Orchestra Avion Travel e altri artisti al concerto-evento contro la pena di morte Voci di speranza.
A dicembre collabora alla trasposizione teatrale de La buona novella di Fabrizio De André, interpretando il ruolo della giovanissima Maria al fianco di Claudio Bisio e Lina Sastri.
Nel 2001, con la partecipazione del Cuban AllStar Ensemble, pubblica il singolo Un sogno senza fine mentre per l'estate 2002 lancia il singolo Mamasita. Nessuno di questi due brani verrà però poi incluso nei lavori successivi.
Nella primavera del 2006, dopo alcuni anni di pausa, Leda Battisti partecipa alla terza edizione del reality show Music Farm, condotto da Simona Ventura. Con la sua particolarissima versione di Besame mucho conquista la giuria (formata da critici musicali) e si aggiudica, con Franco Califano, la vittoria della prima puntata. L'esperienza però dura poco e viene eliminata durante la terza puntata.
Ad aprile pubblica il nuovo album Tu, l'amore e il sesso che segna un cambio nella produzione, non più curata da Lavezzi ma da Andrea Battaglia, e in cui si avvale nuovamente della collaborazione del chitarrista Ottmar Liebert. È che mi piace è il singolo estratto.
Nel 2007 torna al Festival di Sanremo con il brano Senza me ti pentirai ma, stavolta, nella categoria Campioni. Durante una delle serate viene accompagnata dall'esibizione del ballerino Kledi Kadiu. Al Festival segue la ristampa dell'album Tu, l'amore e il sesso (con l'aggiunta anche dell' inedito Angelo) e un tour estivo.
A dicembre, nel ruolo di Jacqueline, partecipa al musical La surprise de l'amour di Pierre de Maurivaux; del cast fanno parte anche Viola Valentino, Stefano Sani, Manuel Casella e Raffaello Balzo.
Nel 2009, assieme a Silvia Mezzanotte, Antonino, Daniele Stefani ed altri, Leda incide Sarai singolo benefico in memoria del piccolo Tommaso Onofri. Qualche mese più tardi è tra le artiste che sottoscrivono l'appello per il concerto-evento Amiche per l'Abruzzo. A dicembre partecipa alla maratona televisiva di Telethon cantando una personale versione di Happy Xmas (War Is Over) di John Lennon.

### Anni Duemiladieci
Nel 2010 Leda è ospite nel brano Baila conmigo dei Los Marcellos Ferial. Nello stesso anno consegue il diploma di doppiatrice con Marzia Ubaldi.
Il 2012 segna una nuova collaborazione con Enzo D'Alò per il film d'animazione Pinocchio la cui colonna sonora viene realizzata da Lucio Dalla che affida a Leda la Canzone di Turchina.
Nel 2013, assieme a Marco Santilli e al rapper Vitamina Meth, Leda incide Nel rosso della sera cover del brano Pame kalokairi (Πάμε Καλοκαίρι) della band greca Nigma. In estate è ospite del Premio Caruso dove si esibisce in un inedito duetto con Rocco Papaleo sulle note de La ragazza di Ipanema.
Nel 2015 è ancora al Premio Caruso e canta Fragile di Sting. Durante la manifestazione conosce il poeta e paroliere Pasquale Panella col quale avrà modo di collaborare alla stesura di uno dei brani del suo futuro album.
Il 30 marzo 2017 esce negli store digitali il nuovo singolo Seconda notte che segna un cambiamento di stile: Leda abbandona le atmosfere latine a favore di un sound più vintage e blues. Accompagnato anche da un video, il brano raggiunge un buon piazzamento nella classifica iTunes.
Il 9 giugno, sempre in formato digitale, viene pubblicato il secondo singolo Solo un'estate fa. Il brano fa parte della colonna sonora del lungometraggio Tornatore's way del regista Paolo Galassi. Il video che accompagna il pezzo contiene anche immagini tratte dal film.
Il 17 novembre esce il singolo digitale Parla più piano (Brucia la terra) omaggio al compositore Nino Rota e cover del celebre brano contenuto nella colonna sonora del film Il padrino di Francis Ford Coppola. Chicca di questa versione è il fatto che contenga alcuni versi del brano Brucia la terra (in dialetto siciliano) presente nel terzo capitolo della saga cinematografica.
Il 18 dicembre viene pubblicato il singolo Natale è qui cantato della band Stil Novo in duetto con Leda.
Il 15 giugno 2018 arriva un nuovo singolo inedito, Il tatuaggio, in cui Leda mescola sonorità latin rock e raggae; queste ultime sono affidate al featuring di Lion D che, nel brano, canta nella lingua giamaicana patwa.

### Anni Duemilaventi
Il 26 giugno 2020 viene rilasciato il singolo inedito Shangai degli UltraPop che vede il featuring di Leda Battisti e Tony Esposito.
Annunciato tramite i social dell'artista il 27 maggio 2025 viene pubblicato il nuovo singolo inedito Sole, mare e vento, distribuito tramite DistroKid.

## Discografia

### Album
- 1998 - Leda Battisti
- 1999 - Leda Battisti (1999)
- 2000 - Passionaria
- 2006 - Tu, l'amore e il sesso
- 2007 - Tu, l'amore e il sesso (2007)

### Album internazionali
- 1999 - Leda Battisti (album in spagnolo)

### Singoli
- 1996 - Tocca il cuore (Butterfly and Juniper)
- 1998 - L'acqua al deserto
- 1998 - Come il sole
- 1998 - Sei tu (promo)
- 1999 - Un fiume in piena
- 1999 - Un fiume in piena (remix)
- 1999 - Solo il cielo lo sa (promo)
- 2000 - Blue moon babe
- 2000 - Looking for mail
- 2000 - Cadabra
- 2000 - L'eccitazione
- 2001 - Un sogno senza fine
- 2002 - Mamasita
- 2006 - È che mi piace (promo)
- 2007 - Senza me ti pentirai

### Singoli digitali
- 2009 - Sarai
- 2010 - Baila conmigo
- 2013 - Nel rosso della sera
- 2017 - Seconda notte
- 2017 - Solo un'estate fa
- 2017 - Parla più piano (Brucia la terra)
- 2017 - Natale è qui
- 2018 - Il tatuaggio
- 2020 - Shangai
- 2025 - Sole, mare e vento

### Singoli internazionali
- 1999 - Como agua al desierto (per il mercato iberico e latino-americano)

### Compilation
- 1995 - L'altalena (inedito incluso nella compilation Stella nascente)
- 1996 - Tocca il cuore (in Giovani e... belli)
- 1999 - Un fiume in piena (in Speciale Sanremo 99)
- 2007 - Senza me ti pentirai (in Sanremo 2007 (Warner))
- 2009 - L'acqua al deserto (in Novanta forever)
- 2018 - Parla più piano - Remix by DJ Ebreo, GB (in Tango in World)

## Video
- 1998 - L'acqua al deserto
- 1998 - Come il sole
- 1999 - Un fiume in piena
- 1999 - Como agua al desierto (per il mercato iberico e latino-americano)
- 2000 - Blue moon babe
- 2009 - Sarai
- 2017 - Seconda notte
- 2017 - Solo un'estate fa
- 2017 - Parla più piano (Brucia la terra)
- 2017 - Natale è qui
- 2018 - Il tatuaggio
- 2020 - Shangai

## Partecipazioni al Festival di Sanremo
- Festival di Sanremo 1999 - Un fiume in piena (categoria Nuove proposte; 3º posto)
- Festival di Sanremo 2007 - Senza me ti pentirai (categoria Campioni; 18º posto)

## Partecipazioni ad altre manifestazioni canore
- 1998 - Sanremo famosi (2º posto)
- 1998 - La canzone del secolo[36]
- 1999 - Un disco per l'estate
- 1999 - Musicultura (ospite)
- 2002 - Girofestival[37]
- 2024 - Festival della Canzone Cristiana Sanremo (ospite) [38]

## Televisione
- 1992 - Partita doppia (vincitrice)
- 2006 - Music Farm (terza edizione) (concorrente)

## Teatro
- 2000 - La buona novella - regia di Giorgio Gallione
- 2008 - La surprise de l'amour - regia di Marco Bracco

## Cinema

### Brani inclusi in colonne sonore
- 1998 - Non sono un gatto (La gabbianella e il gatto regia di Enzo D'Alò)
- 2012 - Canzone di Turchina (Pinocchio regia di Enzo D'Alò)
- 2017 - Solo un'estate fa (Tornatore's way regia di Paolo Grassi)